# Francesco Bussone

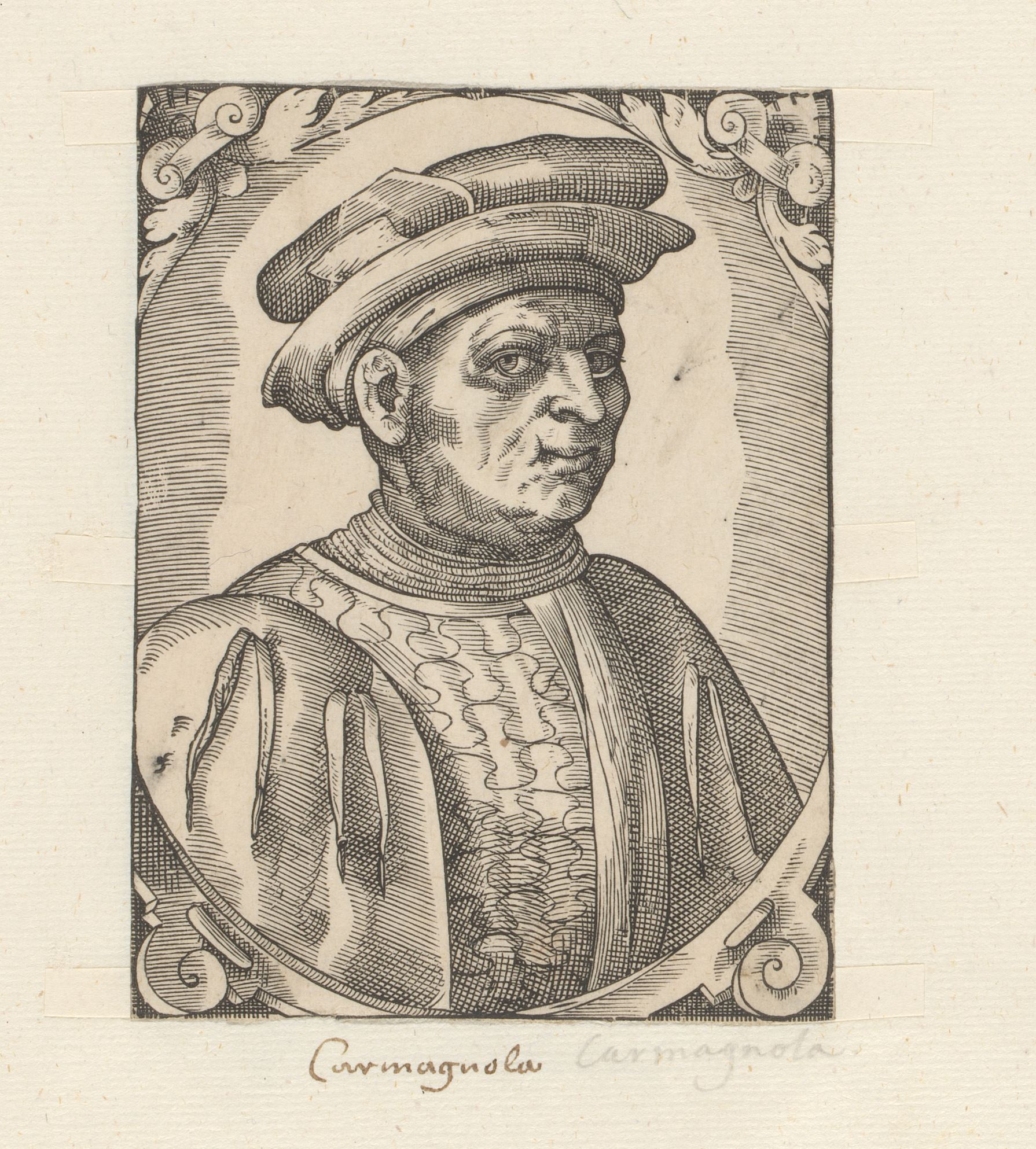
Francesco Bussone

Francesco Bussone, más conocido como el Carmagnola o el Conde de Carmagnola (Carmañola, c.1382/1385-Venecia, 5 de mayo de 1432) fue un condotiero italiano.
Nació en una humilde familia de campesinos cerca de Turín. Comenzó su carrera a los doce años a las órdenes de Facino Cane, un condotiero que servía a Gian Galeazzo Visconti, duque de Milán. Al morir Gian en 1402 el ducado se dividió entre sus capitanes, pero su hijo Filippo Maria Visconti estaba decidido a reclamarlo completamente. En el proceso Cane resultó muerto (1412) y le sucedió al mando Carmagnola, de unos treinta años. Rápidamente sometió Bérgamo, Brescia, Parma, Génova y otras ciudades. Pronto todo el ducado quedó sometido a Filippo, que temía a Carmagnola al considerarlo un posible rival, así que en lugar de darle mandos militares lo hizo gobernador de Génova.
Carmagnola pidió una audiencia personal con el duque para criticar el nombramiento, al no obtenerla decidió pasar a servir a la República de Venecia (1425). Bien recibido en esa ciudad por el miedo que se tenía al expansionismo de Filippo, el dogo Francesco Foscari ya preparaba una guerra junto a Florencia contra Milán. Carmagnola dijo que las fuerzas del duque eran más débiles de lo que parecían y la ocasión era perfecta para atacarlo, esto animó al dogo y sus aliados. El condotiero fue nombrado capitán general de San Marcos en 1426 y declaró la guerra.
Mientras la república deseaba una campaña breve, el condotiero y sus mercenarios deseaban prolongar la guerra para obtener mayores ganancias. Evitó los enfrentamientos decisivos y liberaba a los prisioneros rápidamente. En consecuencia, se siguieron victorias y derrotas, treguas y reinicios de hostilidades sin fin aparente. Tras su victoria en la batalla de Maclodio el 11 de octubre de 1427 decidió no perseguir a sus enemigos, lo que llevó a los venecianos a subir sus emonumentos y prometerle un feudo propio si ganaba la guerra, pero no funcionó. Mientras tanto, Filippo le enviaba mensajeros para prometerle grandes recompensas si volvía a su servicio. El condotiero empezó a considerar su siguiente jugada cuando los venecianos se adelantaron, el Consejo de los Diez decidió llevarlo a la justicia.
Convocado en Venecia para discutir las futuras operaciones, llegó sin sospecha el 29 de marzo de 1432. Al llegar al palacio del dogo fue arrestado y enjuiciado por traición. Aunque el dogo era su amigo fue condenado y decapitado el 5 de abril. Su única hija, Luchina, estaba casada con el condotiero Luigi dal Verme.